# Escola de Milão (psicoterapia)
Escola de Milão refere-se à escola da psicoterapia sistêmica desenvolvida pelos psiquiatras e psicanalistas milaneses Mara Selvini Palazzoli, Luigi Boscolo, Gianfranco Cecchin e Giuliana Prata. Seu livro Paradosso e controparadosso (Milano: Feltrinelli, 1975) descreve um modelo terapêutico para o tratamento de famílias com pessoas esquizofrênicas que, tanto pela alta efetividade como pela curta duração, superava, na opinião dos autores, todas as abordagens até então conhecidas. Esse grupo de estudiosos afastou-se da psicanálise na década de 1970 e dava ênfase ao tratamento da família como um todo, priorizando a observação do "jogo" intrafamiliar, ou seja, das regras internas e implícitas que regem a família - e que, normalmente servem de apoio à sintomática.

## História
Mara Selvini Palazzoli, psiquiatra milanesa, começou seu trabalho clínico com o tratamento de moças anoréxicas, o que a levou a frequentar o curso de atendimento clínico em psicanálise. No entanto a longa duração e o frequente fracasso da terapia no tratamento da anorexia levou-a a buscar novos caminhos para trabalhar com esse transtorno mental. Essa busca levou-a à obra de G. Bateson, que permitiu-lhe uma nova visão dos transtornos mentais e serviu de base para seu conceito de psicoterapia familiar. Em maio de 1967 essa autora fundou o primeiro centro especializado em terapia familiar e, depois uma longa fase inicial, uniu-se aos outros três colegas.